# 受試者期望效應
受試者期望效應（英語：Subject-expectancy effect）是認知偏見的一種。在科學實驗中，由於志願人員預期某些測試結果，於是無意識地以某種形式操縱了實驗步驟，或向實驗人員報告他們希望得到的結果。志願人員期望效應能嚴重歪曲實驗結果，因此需利用雙盲方式進行實驗來消除這效應。
有很多實驗經常是受病人期望效應影響而出現奇怪結果，尤其在以人類為對象的實驗。病人期望效應最常出現在藥物測試中，亦稱安慰劑效應。安慰劑效應的典型例子有：病人服用聲稱可以醫治背痛的安慰劑後，表示有關痛症得到舒緩。